# Audubons kleine pijlstormvogel
Audubons kleine pijlstormvogel (Puffinus lherminieri) is een vogel uit de familie van de stormvogels en pijlstormvogels (Procellariidae). Over de indeling van deze soort in soorten en ondersoorten bestaat geen consensus. Op de IOC World Bird List  staan soorten die voor 2005 vaak nog als ondersoorten werden beschouwd. Deze vogel is genoemd naar de bekende ornitholoog en illustrator John James Audubon. De wetenschappelijke soortnaam is een eerbetoon aan de Franse natuuronderzoeker Félix Louis L'Herminier.

## Kenmerken
De vogel is 27 tot 33 cm lang en weegt 138 tot 290 gram en heeft een spanwijdte van 64 tot 74 cm. Het is een vrij kleine pijlstormvogel die van boven egaal zwartbruin of donkergrijs, soms met wat wit om het oog. De vogel is van onder wit met op de flanken van de buik bruingrijs dat niet zo scherp is afgescheiden van het wit. De vleugels zijn relatief kort en breed  en de staart is vrij lang en afgerond.

## Verspreiding en leefgebied
Deze soort telt twee ondersoorten:
- P. l. lherminieri: West-Indië. Dit is de nationale vogel van Saba.
- P. l. loyemilleri: de eilandjes nabij Panama in de zuidwestelijke Caraïbische Zee.

Deze zeevogels broeden op rotsige eilanden waar ze holen graven in spaarzaam met gras begroeide hellingen of nestelen in rotsspleten, vaak in kolonies.

## Status
De grootte van de wereldpopulatie werd in 2017 geschat tussen de 30 en 59 duizend volwassen individuen. De aantallen gaan achteruit; echter, het tempo ligt onder de 30% in tien jaar (minder dan 3,5% per jaar). Om deze redenen staat Audubons pijlstormvogel als niet bedreigd op de Rode Lijst van de IUCN.

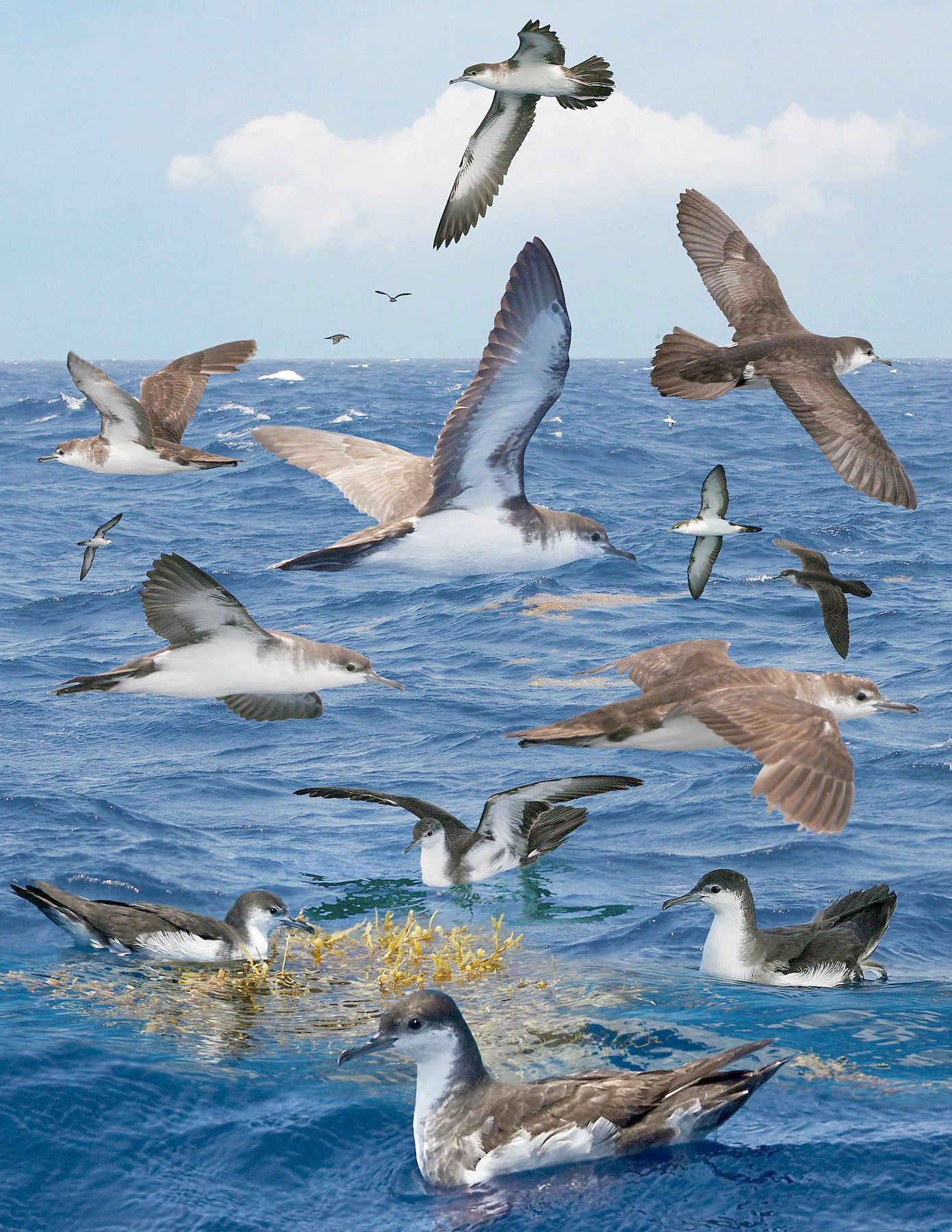
Afbeelding uit de Crossley ID Guide Eastern Birds